# 白紵舞
白紵舞，是創於三國、魏晋南北朝時代的一種著名舞蹈。

## 歷史
白紵舞是因舞服用質地輕薄的白紵縫製而得名。由舞者穿著產於江蘇一帶的白紵縫製的舞衣可見白紵舞最初是江南的舞蹈。從三國時代的東吳 到晉代再到唐代年間，白紵舞一直盛行不衰，且是酒宴表演中的常見節目。在晉代，該舞蹈已流行於貴族社會。西晉張華曾有以該舞為主題的《白紵舞歌詩》傳世。唐代時就將《白紵舞》列入《九部樂》及《十部樂》的「清商」樂部中。一方面舞者在宮廷演出白紵舞，另一方面也常在士族家宴及民間表演。
南朝惠休《白紵舞辭》中也有「桃花水上春風出，舞袖逶迤鸞照日」之詞。而唐朝詩人李白《白紵辭》曾寫道：「吳刀翦彩縫舞衣，明妝麗服奪春輝。揚眉轉袖若雪飛，傾城獨立世所希。」兩者都讚美了白紵舞的舞姿。南朝梁以前《白紵》多为独舞。南梁之后，多出现群舞。南朝梁朝的沈約曾奉梁武帝之命寫成《四時白紵歌》，共有《春白紵》、《夏白紵》、《秋白紵》、《冬白紵》、《夜白紵》五章。當表演《四時白紵歌》時，五個舞者通常集體起舞。在表演結束後，她們要向觀賞者進酒。

## 服飾
舞者一般要佩戴珠翠飾品，且身穿白色長袖舞衣跳舞。

## 舞蹈
舞者在舞動時高舉雙袖展現天鵝飛翔狀，又會低迴婉轉，輕移舞步，如推若引，似留且行。隨樂聲節奏漸漸加快，雙袖急揮如雪飄狀，敏捷步態亦似流波狀。她們輕盈飄逸的舞姿會在觀眾面前掠過。而該舞以舞袖為主，要求手與長袖完美的配合。最初節奏徐緩，後轉為急促。舞者會雙手舉起時，又會傾斜身體緩緩轉身，用雙袖微掩面部以半遮嬌態。當長袖輕輕拂面而過時，節奏會加快。節奏加快以後，舞者揮舞雙袖，上下翻飛。而在節奏舒緩時，雙袖則徐徐揚起。隨著長袖的舞動，舞者的舞步亦輕輕移動，輕盈飄逸。除了手部動作外，白紵舞還很重視眼神與舞姿的配合。

## 外部連結
- 白紵舞 （页面存档备份，存于）
- White Linen Dance 白紵舞 （页面存档备份，存于）
- 1.6 魏晉六朝舞蹈 （页面存档备份，存于）
- 漫談中國歷代舞蹈風潮 （页面存档备份，存于）